# Usue Maitane Arconada
Usue Maitane Arconada, née le 28 octobre 1998 à Buenos Aires, est une joueuse américaine de tennis.
Elle remporte le tournoi junior de Wimbledon 2016 en double aux côtés de sa compatriote Claire Liu.

## Carrière
Usue Maitane Arconada a débuté sur le circuit professionnel en 2015.
En carrière, elle a atteint 3 finales en catégorie WTA 125, 1 en simple et 2 en double. 

## Palmarès

### Finale en simple en WTA 125
| No | Date       | Nom et lieu du tournoi              | Catégorie | Dotation  | Surface    | Vainqueure    | Score    |          |
| -- | ---------- | ----------------------------------- | --------- | --------- | ---------- | ------------- | -------- | -------- |
| 1  | 02-09-2019 | Oracle Challenger Series, New Haven | WTA 125   | 150 000 $ | Dur (ext.) | Anna Blinkova | 6-4, 6-2 | Parcours |

### Finales en double en WTA 125
| No | Date       | Nom et lieu du tournoi             | Catégorie | Dotation  | Surface    | Vainqueures                       | Partenaire     | Score             |          |
| -- | ---------- | ---------------------------------- | --------- | --------- | ---------- | --------------------------------- | -------------- | ----------------- | -------- |
| 1  | 02-09-2019 | Oracle Challenger Series New Haven | WTA 125   | 150 000 $ | Dur (ext.) | Anna Blinkova Oksana Kalashnikova | Jamie Loeb     | 6-2, 4-6, [10-4]  | Parcours |
| 2  | 02-08-2021 | Thoreau Tennis Open Concord        | WTA 125   | 115 000 $ | Dur (ext.) | Peangtarn Plipuech Jessy Rompies  | Cristina Bucșa | 3-6, 7-65, [10-8] | Parcours |

## Parcours en Grand Chelem

### En simple dames
| Année | Open d'Australie | Open d'Australie    | Internationaux de France | Internationaux de France | Wimbledon | Wimbledon          | US Open         | US Open           |
| ----- | ---------------- | ------------------- | ------------------------ | ------------------------ | --------- | ------------------ | --------------- | ----------------- |
| 2017  | —                | —                   | —                        | —                        | —         | —                  | Q1              | Viktória Kužmová  |
|       |                  |                     |                          |                          |           |                    |                 |                   |
| 2019  | —                | —                   | —                        | —                        | —         | —                  | Q1              | Jasmine Paolini   |
| 2020  | Q1               | Elena-Gabriela Ruse | Q1                       | Martina Di Giuseppe      | Annulé    | Annulé             | 1er tour (1/64) | Kaja Juvan        |
| 2021  | Q1               | A. K. Schmiedlová   | Q1                       | Lara Arruabarrena        | Q1        | Tsvetana Pironkova | Q2              | Kamilla Rakhimova |
| 2022  | Q2               | Aliona Bolsova      | —                        | —                        | —         | —                  | —               | —                 |
|       |                  |                     |                          |                          |           |                    |                 |                   |
| 2024  | —                | —                   | —                        | —                        | —         | —                  | Q3              | Solana Sierra     |
| 2025  | Q1               | Priscilla Hon       |                          |                          |           |                    |                 |                   |

N.B. : à droite du résultat se trouve le nom de l'ultime adversaire.

### En double dames
| Année | Open d'Australie | Open d'Australie | Internationaux de France | Internationaux de France | Wimbledon | Wimbledon | US Open                                                                              | US Open |
| ----- | ---------------- | ---------------- | ------------------------ | ------------------------ | --------- | --------- | ------------------------------------------------------------------------------------ | ------- |
| 2019  | —                | —                | —                        | —                        | —         | —         | 1er tour (1/32) H. Carter \|\| style="text-align:left;" \| N. Kichenok A. Spears     |         |
| 2020  | —                | —                | —                        | —                        | Annulé    | Annulé    | 1er tour (1/32) C. McHale \|\| style="text-align:left;" \| AL. Friedsam K. Siniaková |         |
| 2021  | —                | —                | —                        | —                        | —         | —         | 1er tour (1/32) W. Osuigwe \|\| style="text-align:left;" \| A. Krunić N. Stojanović  |         |

N.B. : le nom de la partenaire se trouve sous le résultat ; les noms des ultimes adversaires se trouvent à droite.

## Parcours en WTA 1000
Les tournois WTA « Premier Mandatory » et « Premier 5 » (entre 2009 et 2020) et WTA 1000 (à partir de 2021) constituent les catégories d'épreuves les plus prestigieuses, après les quatre levées du Grand Chelem. 

De 2009 à 2023, les tournois Premier Mandatory (dits tournois WTA 1000 obligatoires entre 2021 et 2023) regroupent Indian Wells, Miami, Madrid et Pékin, les autres constituant les tournois Premier 5 (tournois WTA 1000 non-obligatoires). À partir de 2024, le nombre de tournois WTA 1000 passe à 10 par saison (fin de l’alternance Doha / Dubaï), ces derniers devenant tous obligatoires et offrant tous 1000 points à la vainqueure (contre 900 points précédemment pour les tournois Premier 5).

### En simple dames
| Année |       |                |       |                                |      |        |            |       |       |        |  |        |
| Doha  | Dubaï | Indian Wells   | Miami | Madrid                         | Rome | Canada | Cincinnati | Pékin | Wuhan | Wuhan  |  |        |
| Doha  | Dubaï | Indian Wells   | Miami | Madrid                         | Rome | Canada | Cincinnati | Pékin | Wuhan | Wuhan  |  |        |
| Doha  | Dubaï | Indian Wells   | Miami | Madrid                         | Rome | Canada | Cincinnati | Pékin | Wuhan | Wuhan  |  |        |
| 2021  |       | Hors catégorie |       | 1er tour (1/64) A. Tomljanović |      |        |            |       |       | Annulé |  | Annulé |

Sous le résultat, l’ultime adversaire.
1. 1 2   Les tournois de Doha et Dubaï alternent le statut de tournoi WTA 1000 (ex Premier 5) entre 2009 et 2023 : les trois premières éditions ont lieu à Dubaï, les trois suivantes à Doha, puis Dubaï accueille le tournoi de cette catégorie les années impaires et Dubaï les années paires. De 2011 à 2023, la ville qui n’accueille pas de WTA 1000 organise à la place un tournoi WTA 500 (ex Premier).
2. 1 2 3 4 5 6   L’ordre de déroulement des tournois a évolué depuis 2009 : Rome se dispute avant Madrid et Cincinnati avant Montréal/Toronto jusqu’en 2010, tandis que Tokyo/Wuhan/Guadalajara ont lieu avant Pékin jusqu’en 2023.
3. 1 2  Du fait de la pandémie de Covid-19, les tournois d’Indian Wells, de Miami, de Madrid, du Canada, de Wuhan et de Pékin sont annulés en 2020. Ces deux derniers le sont également en 2021. Pour des raisons d’organisation, le tournoi de Cincinnati 2020 a exceptionnellement lieu à Flushing Meadows à New York.

## Classements en fin de saison
| Année          | 2014 | 2015 | 2016 | 2017 | 2018 | 2019 | 2020 | 2021 | 2022 | 2023 | 2024 |
| Rang en simple | 1051 | 443  | 345  | 234  | 345  | 138  | 154  | 182  | 648  | –    | 419  |
| Rang en double | –    | 1058 | 528  | 301  | 312  | 121  | 139  | 203  | 894  | –    | 654  |

Source : (en) Classements de Usue Maitane Arconada sur le site officiel de la Fédération internationale de tennis